# Lhiba Kingzoo

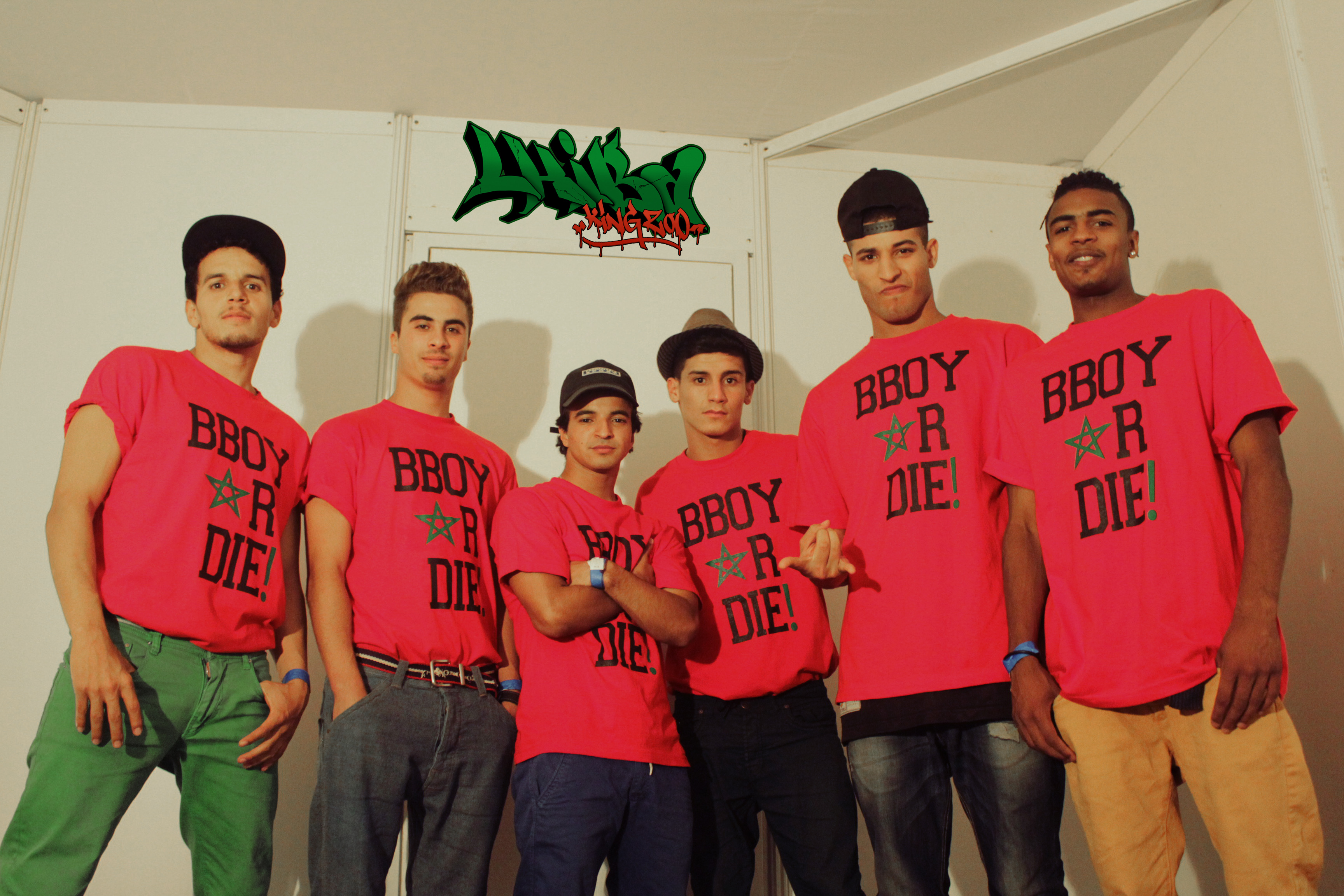
Crew Lhiba Kingzoo

Lhiba Kingzoo sono una crew di break dance di Casablanca nata nel 2005. Il suo fondatore è l'attuale leader del gruppo Yassine Alaoui Ismaili Alias "Yoriyas".

## Storia

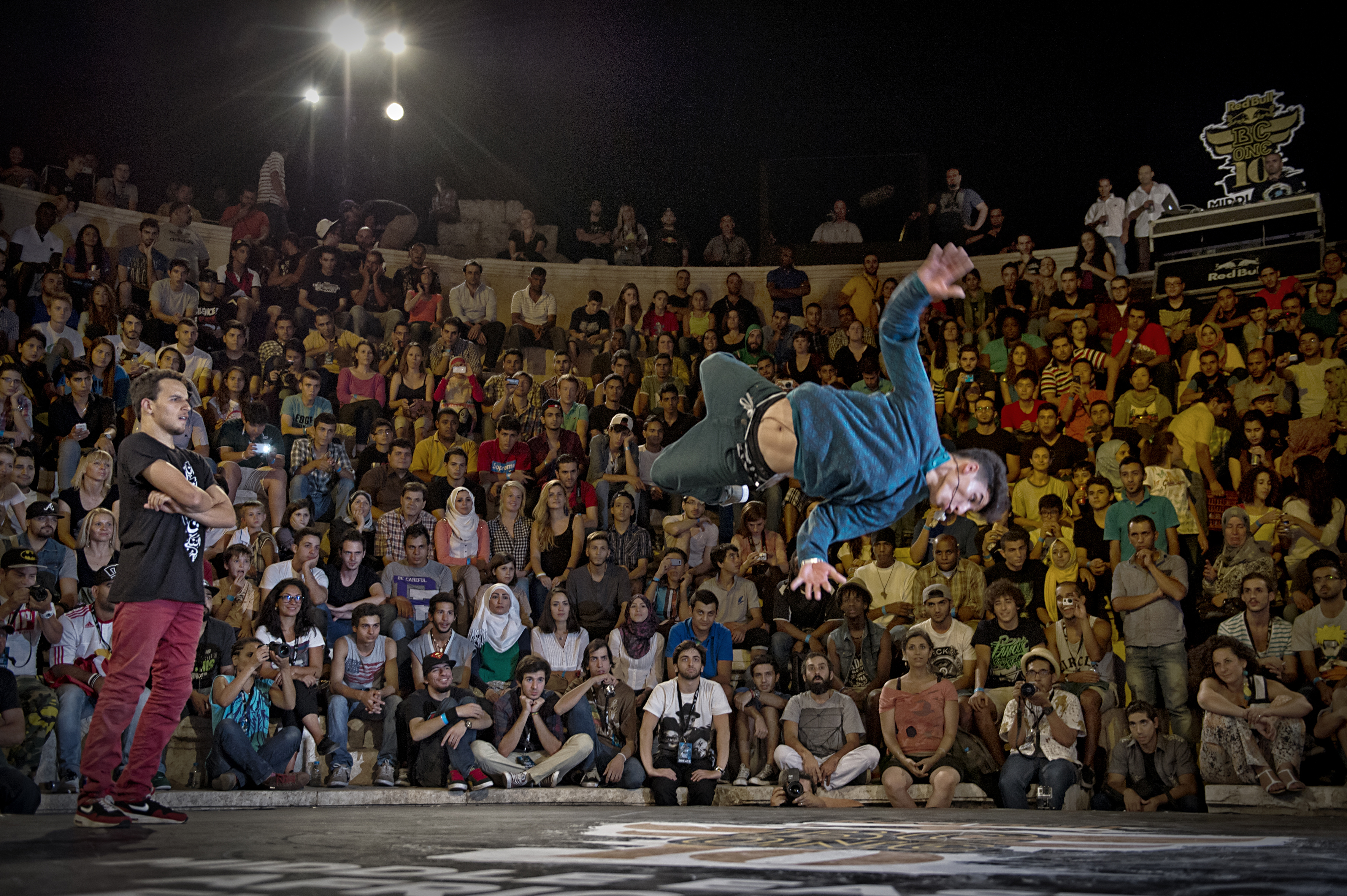
Red Bull Bc One Africa Middle East 2013. semifinale : Yoriyas VS Lilzoo membri della stessa Crew Lhiba Kingzoo

Lhiba Kingzoo è nata nella città di Casablanca nel 2005. Ben presto divenne la Crew di maggior successo in Marocco e il campione indiscusso sia Marocco che in Africa.
Nel 2010 divenne il vice campione del mondo in Danimarca, mentre il 4 settembre del 2011, e per la prima volta, una Crew africana vince un international crew battle in Europa, si tratta del "International Funky Afternoon vol 2" tenutosi a Roma.
Tra il 2005 e il 2014 la Crew ha partecipato a numerosi eventi internazionali come: 
« Battle of the Year » (Francia), « Floor Wars » (Danimarca), « Fever Seoul » (Corea), « North Sea Jam » (Paesi Bassi), « Break Cologne »(Germania) « Redbull BC One », « Break to be free »(Tunisia), « Underground Base » (Turchia).
Grazie ai successi ottenuti, la Crew divenne un ospite fisso del più grande evento di Break dance, la Redbull BC One. La Crew ha collaborato con artisti di fama internazionale come Jay Park, Busta Rhymes e con Jennifer Lopez nel 2011.
Il gruppo è stato anche invitato ad esibirsi davanti al principe del Marocco nel palazzo reale Skhirate, oltre a rappresentare il Marocco ai Giochi della Francofonia tenutosi a Nizza in Francia nel 2013.
Sempre nello stesso anno 2013, i due membri della stessa crew : il maestro "Yoriyas" e l'allievo "Lilzoo", si ritrovarono a gareggiare nella semifinale della Redbull Bc One Africa Middle East in Giordania, tuttavia Yoriyas non riuscì a finire la gara a causa di una recente ferita sulla gamba sinistra, così Lilzoo si ritrovò a gareggiare nella finale con Benny (Sudafrica), alla fine fu Lil Zoo a vincere la competizione per il secondo anno consecutivo.

## Formazione
- Yoriyas (Yassine Alaoui Ismaili) Fondatore, leader e manager del gruppo.
- Lilzoo  (Fouad Amblej) -  Ranking mondiale 6°[3]
- Khaire  (Khaireddine Safwane)
- Zolax   (Abdrazzake Barina)
- Mickye  (Mouad Aissi)
- Cri6 - (Youness El Mouaffaq)  Ranking mondiale 78°[3]
- Wolf
- Hatouta

## Fever Seoul Top 6
Fever Seoul Top 6 : sono i miglior B-boy del mondo selezionati da Jay Park per battersi con la miglior Crew coreana e per girare un video a Seul. Il concorso era organizzato dalla città di Seoul.
- 6 Aranha  Brasile (Tsunami all stars crew)
- 5 Drama  Italia
- 4 Redo  Paesi Bassi
- 3 Victor Kim  Stati Uniti (Quest Crew: American best dance crew )
- 2 Yoriyas  Marocco (Lhiba Kingzoo crew)
- 1 Atomic Goofball  Stati Uniti (Lionz of zion crew)+

## In Italia
International Funky Afternoon vol 2 - Roma - nell'ambito dell'HipHop4Euromed .
| INTERNATIONAL FUNKY AFTERNOON Vol.2 | INTERNATIONAL FUNKY AFTERNOON Vol.2 | INTERNATIONAL FUNKY AFTERNOON Vol.2 | INTERNATIONAL FUNKY AFTERNOON Vol.2 |
|                                     | Nome della Crew                     | Versus                              | Nome della Crew                     |
| ----------------------------------- | ----------------------------------- | ----------------------------------- | ----------------------------------- |
| Sedicesimi di Finale                | Lhiba kingzoo Marocco               | VS                                  | Urban Force Italia                  |
| Ottavi di Finale                    | Abstract Crew Italia                | VS                                  | Lhiba kingzoo Marocco               |
| Quarti di finale                    | Lhiba kingzoo Marocco               | VS                                  | Upper Underground Tunisia           |
| Semifinali                          | Lhiba kingzoo Marocco               | VS                                  | Last Alive Italia                   |
| finale                              | Warsaw Flava Polonia                | VS                                  | Lhiba kingzoo Marocco               |
| il vincitore: "Lhiba kingzoo"       |                                     |                                     |                                     |

## Palmarès

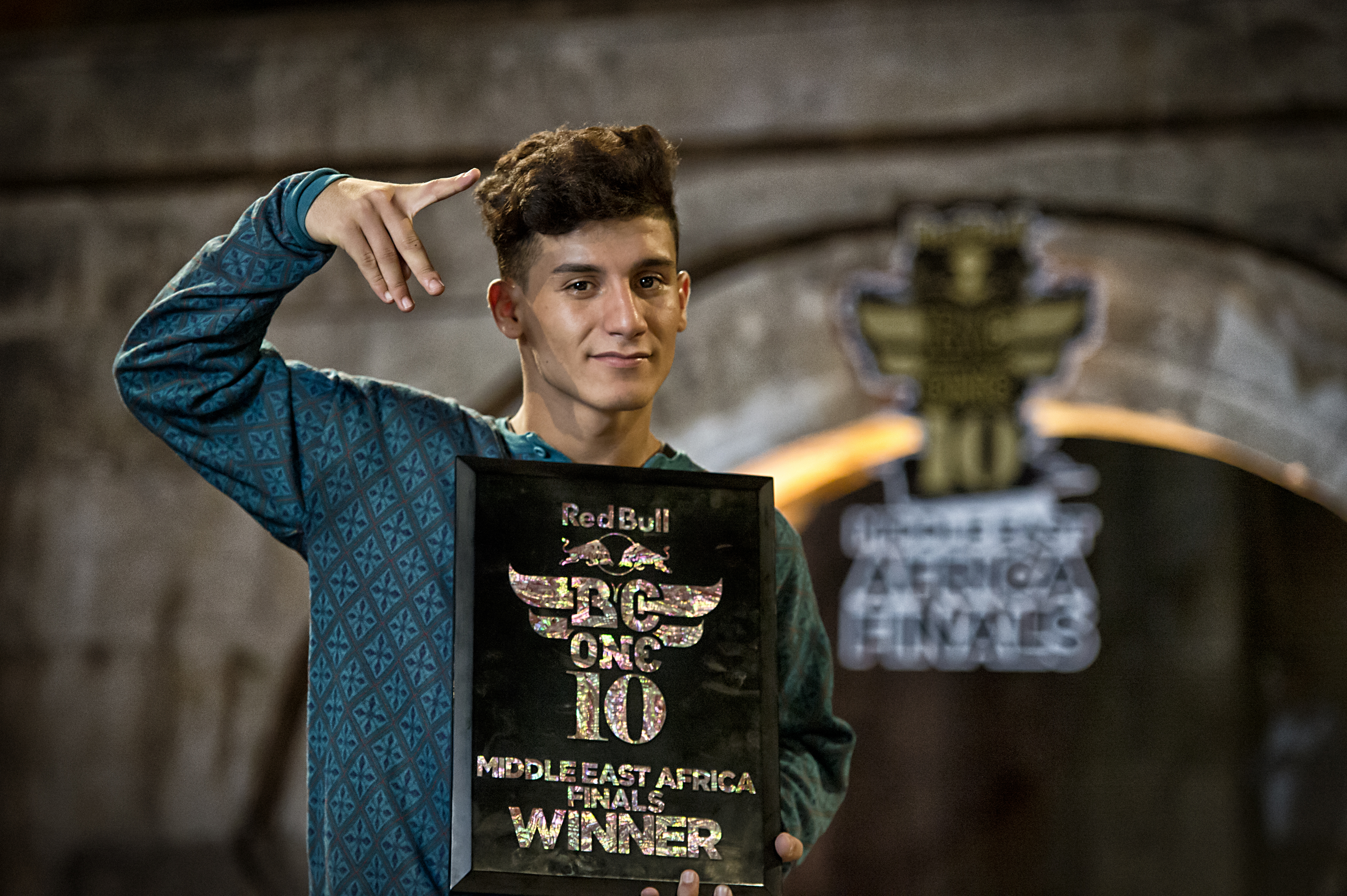
Red Bull Bc One Africa Middle East 2013 vincitore Lil Zoo

- 2014: vincitore del " Battle Sixty One " - 3 vs 3- Francia
- 2014: vincitore del "International Royal Battle 2014" - 1 vs 1 - Germania
- 2014: (Lil Zoo) finalista del " R-16 Corea (Solo B-Boy Battle)" - Corea del Sud
- 2014: vincitore del "Red Bull BC One Morocco Cypher 2014" - Marocco[6]
- 2013: vincitore del "International Royal Battle 2014" - 1 vs 1
- 2013: (Lil Zoo) vincitore del "Red Bull Bc One Medio Oriente Africa"  - Giordania.
- 2012: (Lil Zoo) vincitore del "Red Bull Bc One Medio Oriente Africa" - Marocco.
- 2012: vincitore del "Freestyle Maroc Urban Dance No. 9" - Marocco.
- 2012: vincitore del "AGA Street Control 5 vs 5" - Marocco.
- 2011: vincitore del "Festival DROUBNA".
- 2011: vincitore del "Street Scientists" - Marocco.
- 2011: vincitore del "International Funky Afternoon vol.2" - Italia.
- 2011: vincitore del "BOTY MOROCCO & best show".
- 2011: vincitore del "International Battle" - Tunisia.
- 2011: vincitore del "Fest Mohamedia".
- 2011: finalista del "Final Round Battle Dijon" - Francia.
- 2010: vincitore del "Fever Seoul" - Corea del Sud.
- 2010: vincitore del "International Maghrib United" - Marocco.
- 2010: Invito al Freestyle Battle in north Sea jam - Paesi Bassi.
- 2010: vincitore del "MIGHTY 4 Africa Morocco" - Marocco.
- 2010: 3º posto "International FLOOR WARS" - Danimarca.[7]
- 2009: vincitore del "BOTY MOROCCO & best show".
- 2009: vincitore del "best show BOTY AFRICA" - Sudafrica
- 2009: vincitore del "International Freestyle Morocco" - Marocco.
- 2009: vincitore del "SEVEN 2 SMOKE" - Sudafrica
- 2009: apparizione nel documentario "Casa Nayda".
- 2009: vincitore del "Festival de Casa".
- 2009: vincitore del "BATTLE TIME Ankara" - Turchia
- 2009: vincitore del "Battle Casino" - Marocco.
- 2008: vincitore del "Red Bull Battle" - Tunisia.
- 2008: vincitore del "BATTLE POWERMOVE".
- 2008: vincitore del "BATTLE OCTAGONE".
- 2008: vincitore del Solo Battle - Algeria
- 2008: 4° post al "International FLOOR WARS" - Danimarca.
- 2007: vincitore del "BATTLE BBOYACTION".
- 2007: 3 ° post al "DOYOBE 2007" - Austria